# Deanne Barkley
Pour les articles homonymes, voir Barkley.
Deanne Barkley, née le 28 mars 1931 à La Nouvelle-Orléans en Louisiane et décédé le 2 avril 2013 à Kailua-Kona sur l’île d’Hawaï, est une productrice américaine principalement active au cours des années 1970.

## Biographie
Elle étudie le journalisme à l’Université Northwestern, puis exerce une éphémère carrière de journaliste pour le quotidien The Times-Picayune. Elle déménage ensuite à New York et travaille pour la télévision, d’abord pour des jeux télévisées et des talk-shows, puis à la production de téléfilms et séries télévisées. 
En 1972, elle est nommée vice-présidente chargée de la programmation télévisuelle chez ABC et travaille alors avec Barry Diller. Elle devient ensuite productrice et participe à la création et à la réalisation de plusieurs séries et téléfilms. Elle occupe ensuite un poste similaire chez NBC. 
En parallèle à sa carrière, elle s’essaie à la littérature en 1978 avec Freeway, un thriller traduit à la Série noire en 1979 sous le titre Libres Sévices. Ce roman est adapté par Francis Delia en 1988 et devient le film Le Tueur de l’autoroute (Freeway), avec Darlanne Fluegel, James Russo et Billy Drago
Elle se retire à Hawaï en 1988 où elle décède en 2013 à l’âge de 82 ans.

## Filmographie

### Comme productrice
- 1974 : Virginia Hill
- 1975 : Death Scream
- 1975 : All Together Now
- 1980 : The Day the Women Got Even
- 1980 : Valentine Magic on Love Island
- 1981 : The Ordeal of Bill Carney
- 1982 : The Six of Us
- 1982 : Side by Side: The True Story of the Osmond Family
- 1983 : Desperate Intruder
- 1983 : Emergency Room
- 1985 : Private Sessions
- 1985 : This Wife for Hire
- 1986 : The Alan King Show

### Comme scénariste
- 1985 : Dallas, épisode Curiosity Killed the Cat.
- 1985 : Falcon Crest, épisode Changing Partners.

### Comme auteur adapté
- 1988 : Le Tueur de l’autoroute (Freeway), film américain réalisé par Francis Delia, avec Darlanne Fluegel, James Russo et Billy Drago

## Œuvre littéraire
- Freeway (1978) Publié en français sous le titre Libres Sévices, traduit par Rosine Fitzgerald, Paris, Gallimard, Série noire no 1751, 1979.

## Source
- Claude Mesplède  et Jean-Jacques Schleret (Éd. rév. de: SN, voyage au bout de la Noire), Les auteurs de la Série noire, 1945-1995, Nantes, Joseph K, coll. « Temps noir », 1996, 627 p. (ISBN 978-2-910-68611-6, OCLC 300207570), p. 37.